# 齋藤樹愛羅
齋藤樹愛羅（日语：／ Saitō Kiara */?；2004年11月26日—）是日本偶像，女性聲優偶像團體=LOVE的成員。來自日本栃木縣，血型B型，身高156.2cm。隸屬於代代木動畫學院。暱稱有Kiara, Kyatan。

## 個人簡歷

### Amorecarina時期
2014年
- 在6月21日發行的 JS Girl 2014年8月號 vol.21中，宣佈為PaniCrew（日语：PaniCrew）・YOHEY製作的偶像團體“Amorecarina（Amorecarina Tokyo）”成員 。

2016年
- 11月1日，官方blog宣布將於同月5日與松本桃菜一起從アモレカリーナ東京畢業[1]。
- 11月5日，畢業於アモレカリーナ東京。

### =LOVE時期（2017年~至今）
2017年
- 4月29日舉行最終選拔，共13人通過（1人辭任）。同時宣佈團名為「=LOVE」。

- 8月5日，在「TOKYO IDOL FESTIVAL（日语：TOKYO IDOL FESTIVAL） 2017」上首次舉行演唱會。

2018年
- 4月23日，宣佈在5月16日發售的第3張單曲《為時已晚的警告》，收入她第一首center歌曲「樹愛羅、我們來幫你了」（樹愛羅、助けに来たぞ) 。

2020
- 7月29日，與野口衣織（日语：野口衣織）被任命為手機應用程式"Monster Collect-Journey through Space-Time-"的大使。[2]

- 10月26日，個人推特帳戶因設置失誤被凍結[3]。

- 11月3日，推特帳號解封。在後來的一次採訪中，她表示：「我想在生日時讓個人資料上彈出氣球，所以當我輸入我的出生日期時，但帳戶立刻被鎖定了（笑）。 Twitter 只允許13歲以上的人創建帳號。我12歲的時候註冊了一個帳號，所以當我再次輸入我的生日時，帳戶就消失了（笑）」[4]。

2023年
- 2月21日，22日發售的13張單曲《這天空打響了心動（日语：この空がトリガー）》中收錄的第一首個人歌曲《Kiara Tiara》的MV公開。[5]同日，她也開設了個人Instagram帳戶[6]。

## 個人
- 有一個妹妹和弟弟[7]
- 姓名總筆劃為83劃 [8]
- 曾經對動漫有偏見，但是喜歡上了Love Live！之後，成為了一個動畫迷。因為喜歡南小鳥，所以開始支持該角色聲優的内田彩。[9]
- 愛好包括玩遊戲、卡拉ok、觀看化妝影片並模仿等等[10]
- 第一部獲得的遊戲機是Nintendo 2DS。而遊戲軟體則是峰形帽子與魔法之鄉（日语：とんがりボウシと魔法の町）。 [9]
- 特技包括拱橋、心算倒數模仿，以及模仿多啦A夢以及正男[10]。
- 與齊藤渚組成了一個非官方的組合，叫做「Pink Angel（簡稱Pinken）」[11]。
- 母親經常穿著粉紅色的衣服，也開始穿得像她。 [9]從2020年開始改變了風格，不單止穿著粉紅色的衣服、開始選擇黑白配色的服裝。
- 高嶺撫子松本桃菜和AKB48的山邊歩夢是從Amore Carina時代開始就一直一起玩的“摯友”[12]。

## 參與歌曲

### Yurayura姐妹

#### 已發行曲目：
- Yurayura Wonderful World（2022年，作詞、作曲：谷村庸平，編曲：RK）

#### 未發行音源：
- LOOK AT ME!!（2023年，作詞：ヤマダヒロシ，作曲：藤井健太郎（HANO），編曲：藤井健太郎（HANO）・森田友梨）-由TINGS、HY:RAIN、螢、FFF 和Yurayura姐妹等總計16人所組成的聯合團體 SHINEPOST ALL YOUR IDOLs!! 所演唱的手機遊戲「SHINEPOST Be Your Idol！」主題曲[13]。

## 出演

### 動畫
- Shine Post（2022年，廣瀬實唯菜（日语：広瀬実唯菜））[14]
- 我和班上最討厭的女生結婚了。（2025年，上園桃香）

### 綜藝
- アイ=ラブ！げーみんぐ ～○○さんがオンラインになりました～ （页面存档备份，存于）（2022年10月8日，朝日電視台）～常規演出[15]
- 超無敵班級（日语：超無敵クラス）（2023年3月5日至2024年8月11日NTV）[16]

### Web動畫
- 駅メモ! （页面存档备份，存于）-女學生（2017）[17]

### 舞台
- 東京電視台動畫（日语：テレビ東京系アニメ） x =LOVE 舞台計劃
  - 動物朋友（2018年2月15日至18日，東京AiiA劇院（日语：アイアシアタートーキョー））-亞利桑那捷豹[18]
  - 女友伴身邊（2018年7月16日～22日，品川王子酒店（日语：品川プリンスホテル） 俱樂部eX）-朝比奈桃子[19]

### 遊戲
- 車站回憶！（日语：ステーションメモリーズ!）(2017年 - 2020年) -黄陽 レイカ(初代)
- 怪物收集 （页面存档备份，存于）（2020，小紅帽）[20]

### 時裝廣告
- AnkRouge Neo Casual SS 系列 vol.1（2021年1月8日）
- Jamie ANK 2021春夏系列 vol.3(2021）
- Melteen
  - 秋冬模特兒（2021）
  - 春夏模特兒（2022）

### 事件
- RAGE 2019 Spring（2019年3月17日，幕張展覽館Hall 2）-與野口衣織（日语：野口衣織）。
- HADO偶像超級特別聯賽（2022年6月30日，『AQUA CiTY禦台場HADO ARENA）-與佐佐木舞香。

## 書籍

### 雜誌
- Top Yell NEO（竹書房）
  - 2018 SUMMER（2018年6月30日）-與齊藤渚。
  - 2020-2021（2020年12月28日）-與佐佐木舞香。
  - 2023年 SPRING（2023 年3月31日）
- U18（HUSTLE PRESS）
  - impact（2019年3月27日號）
  - kind（2020年1月22日號）
- Pick-up Voice（日语：Pick-up Voice）7月號vol.136（2019年5月25日，EMTG有限公司）
- 聲優Paradise R（日语：声優パラダイスR）（秋田書店）
  - vol.31（2019年7月26日）-與齊藤渚。
  - vol.34（2020年1月31日）-與齊藤渚。
  - vol.38（2020年9月30日）-與大谷映美里、齊藤渚、佐佐木舞香、野口衣織（日语：野口衣織）、諸橋沙夏（日语：諸橋沙夏）合唱。
  - vol.42（2021年5月31日）-大場花菜（日语：大場花菜）、音嶋莉沙（日语：音嶋莉沙）、佐佐木舞香、野口衣織（日语：野口衣織）。
- 别冊 Kadokawa Scene02（2019年10月29日，KADOKAWA）-與齊藤渚。
- =PRESS（HUSTLE PRESS）
  - 2019 DECEMBER（2019年12月號）
  - 2021 JANUARY（2021年1月號）
- BOMB（日语：BOMB） 2022年1月号特别版（2021年12月9 日，One Publishing）-與大谷映美里、音嶋莉沙（日语：音嶋莉沙）、佐佐木舞香和高松瞳（日语：髙松瞳）出場。
- Up to Boy（日语：アップトゥーボーイ） vol.310（2021年12月23日，鱷魚書社（日语：ワニブックス））-與大場花菜（日语：大場花菜）和佐佐木舞香。
- BIG ONE GIRLS（日语：BIG ONE GIRLS） 2022年5月號（2022年3月31日， 近代電影公司（日语：近代映画社））-與高松瞳（日语：髙松瞳）和瀧脇笙古。
- S Cawaii！ ( 主婦の友社インフォス)
  - 2023年2月號（2022年12月16 日）-與音嶋莉沙（日语：音嶋莉沙）、高松瞳（日语：髙松瞳）和諸橋沙夏（日语：諸橋沙夏）。
  - 特別編輯 IDOL BEAUTY & FASHION 2023（2023年1月27日）-與音嶋莉沙（日语：音嶋莉沙）、高松瞳（日语：髙松瞳）和諸橋沙夏（日语：諸橋沙夏）。
- B.L.T. graduation2023 高中畢業（2023年3月15 日，東京新聞通訊社）[21]